# Saint-Paul-et-Valmalle
Pour les articles homonymes, voir Saint-Paul.
Saint-Paul-et-Valmalle [sɛ̃ pɔl e val.ma.lə] (en occitan Sant Pau e Valmala ['sant 'paw e βal'ma.lo̞]) est une commune française située dans l'est du département de l'Hérault en région Occitanie.
Exposée à un climat méditerranéen, elle est drainée par le Mosson, le ruisseau du Coulazou et par divers autres petits cours d'eau. La commune possède un patrimoine naturel remarquable : deux sites Natura 2000 (la « montagne de la Moure et Causse d'Aumelas » et les « garrigues de la Moure et d'Aumelas ») et quatre zones naturelles d'intérêt écologique, faunistique et floristique.
Saint-Paul-et-Valmalle est une commune rurale qui compte 1 367 habitants en 2022, après avoir connu une forte hausse de la population depuis 1962.  Elle fait partie de l'aire d'attraction de Montpellier.
Ses habitants sont appelés les Saint-Paulais.

## Géographie

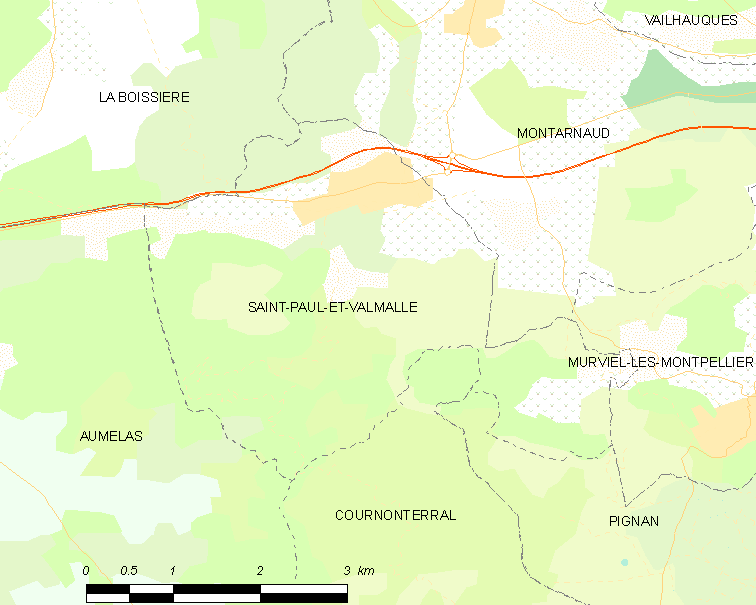
Carte

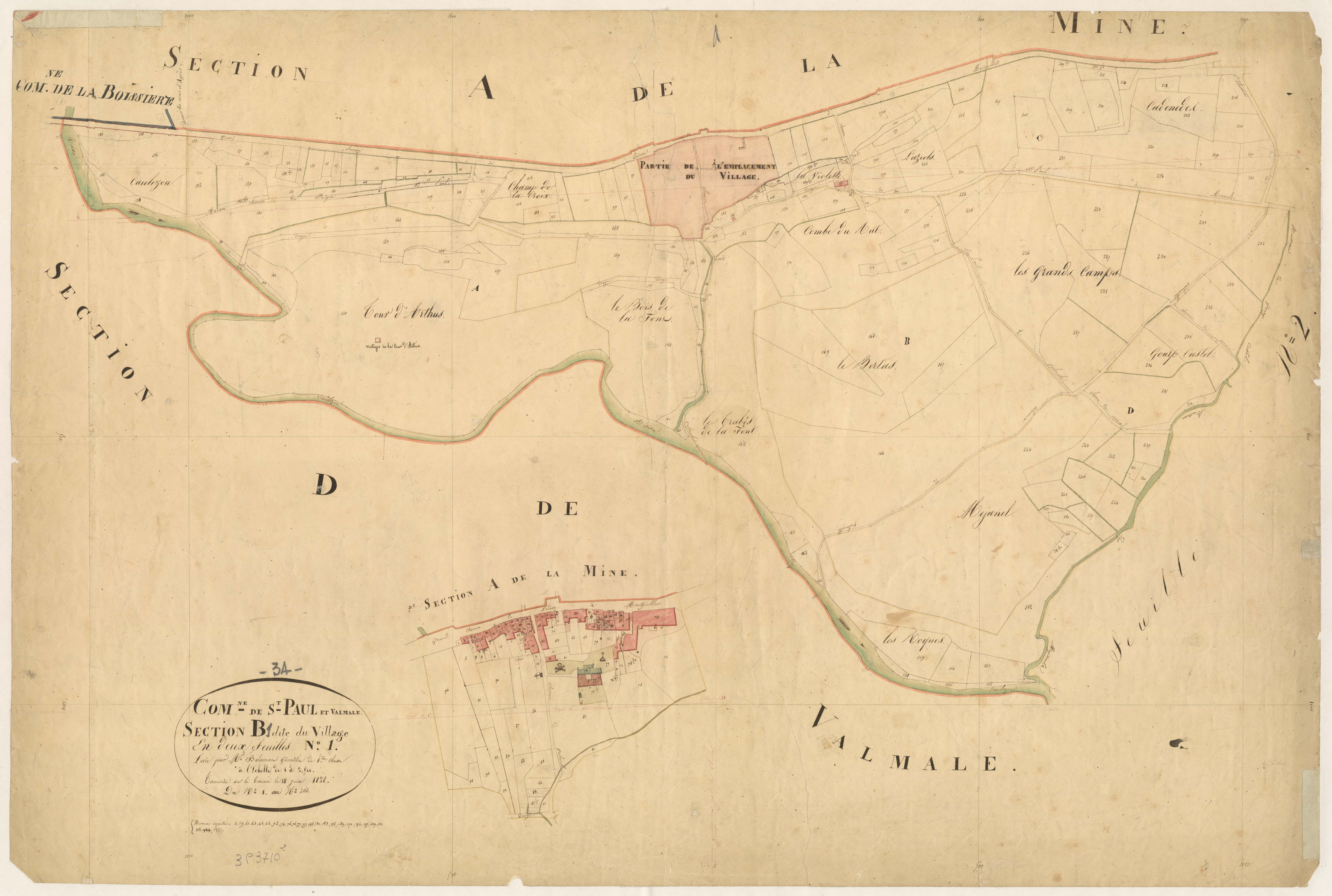
Cadastre napoléonien : plan de la section B1 du Village (1828)

### Communes limitrophes
| La Boissière |                        | Montarnaud              |
| Aumelas      | Saint-Paul-et-Valmalle | Murviel-les-Montpellier |
|              | Cournonterral          | Pignan                  |

### Géologie
Le territoire de la commune est partagé selon une faille Est-Ouest départageant deux époques :
- des terrains du Tertiaire au nord ;
- des terrains du Jurassique au sud.

### Climat
Pour des articles plus généraux, voir Climat de l'Occitanie et Climat de l'Hérault.
En 2010, le climat de la commune est de type climat méditerranéen franc, selon une étude s'appuyant sur une série de données couvrant la période 1971-2000. En 2020, Météo-France publie une typologie des climats de la France métropolitaine dans laquelle la commune est exposée à un climat méditerranéen et est dans la région climatique  Provence, Languedoc-Roussillon, caractérisée par une pluviométrie faible en été, un très bon ensoleillement (2 600 h/an), un été chaud (21,5 °C), un air très sec en été, sec en toutes saisons, des vents forts (fréquence de 40 à 50 % de vents > 5 m/s) et peu de brouillards.
Pour la période 1971-2000, la température annuelle moyenne est de 14,1 °C, avec une amplitude thermique annuelle de 16 °C. Le cumul annuel moyen de précipitations est de 799 mm, avec 6,5 jours de précipitations en janvier et 2,7 jours en juillet. Pour la période 1991-2020, la température moyenne annuelle observée sur la station météorologique la plus proche, située sur la commune de Saint-André-de-Sangonis à 14 km à vol d'oiseau, est de 15,5 °C et le cumul annuel moyen de précipitations est de 652,4 mm,. Pour l'avenir, les paramètres climatiques de la commune estimés pour 2050 selon différents scénarios d'émission de gaz à effet de serre sont consultables sur un site dédié publié par Météo-France en novembre 2022.

### Milieux naturels et biodiversité

#### Réseau Natura 2000

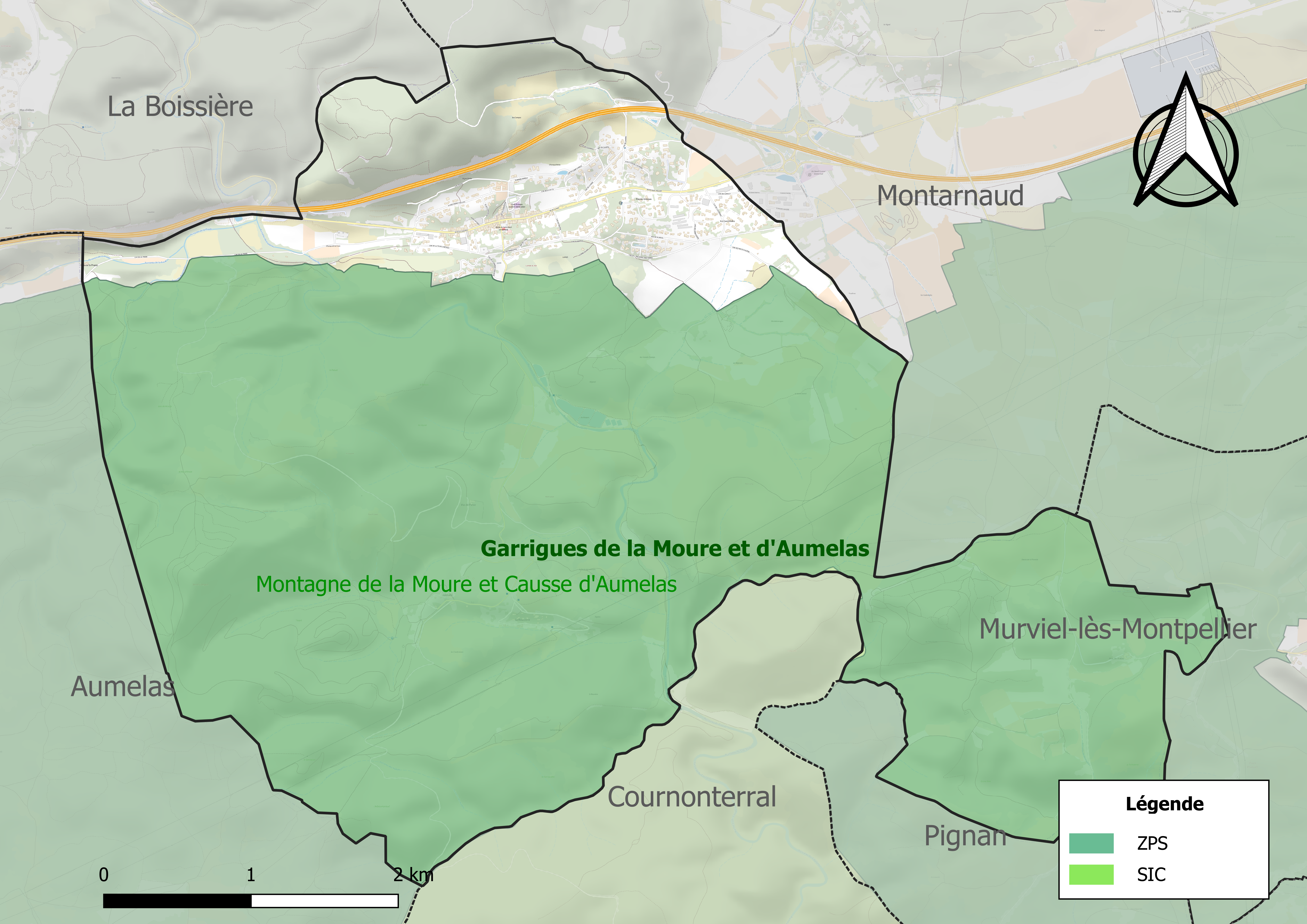
Site Natura 2000 sur le territoire communal.

Le réseau Natura 2000 est un réseau écologique européen de sites naturels d'intérêt écologique élaboré à partir des directives habitats et oiseaux, constitué de zones spéciales de conservation (ZSC) et de zones de protection spéciale (ZPS).
Un site Natura 2000 a été défini sur la commune au titre de la directive habitats :
- la « montagne de la Moure et Causse d'Aumelas », d'une superficie de 10 694 ha, présentant sur 20 % de son territoire un couvert de pelouses méditerranéennes à brachypode rameux (Brachypodium ramosum) bien entretenues grâce à une pratique pastorale encore très fréquente. Des landes, broussailles, recrus, maquis et garrigues et phrygana couvrent 45 %, et des forêts sempervirentes non-résineuses (chênaie verte et blanche avec de grands houx arborescents) pour 25 %. Sept espèces de chauve-souris, dont 3 d'intérêt communautaire, présentes sur le site[11]

et un au titre de la directive oiseaux : 
- les « garrigues de la Moure et d'Aumelas », d'une superficie de 9 015 ha, abritant un couple nicheur d'Aigles de Bonelli. Ce site est aussi important pour l'aigle royal, comme zone d'alimentation des individus erratiques et d'un couple nicheur à proximité[12].

#### Zones naturelles d'intérêt écologique, faunistique et floristique
L’inventaire des zones naturelles d'intérêt écologique, faunistique et floristique (ZNIEFF) a pour objectif de réaliser une couverture des zones les plus intéressantes sur le plan écologique, essentiellement dans la perspective d’améliorer la connaissance du patrimoine naturel national et de fournir aux différents décideurs un outil d’aide à la prise en compte de l’environnement dans l’aménagement du territoire.
Deux ZNIEFF de type 1 sont recensées sur la commune :
les « contreforts septentrionaux du causse d'Aumelas » (219 ha) et 
la « garrigue du Mas Dieu » (248 ha), couvrant 3 communes du département
et deux ZNIEFF de type 2, : 
- le « causse d'Aumelas et montagne de la Moure » (16 237 ha), couvrant 16 communes du département[16] ;
- les « garrigues boisées du nord-ouest du Montpelliérais » (16 219 ha), couvrant 17 communes du département[17].

Carte des ZNIEFF de type 1 et 2 à Saint-Paul-et-Valmalle.
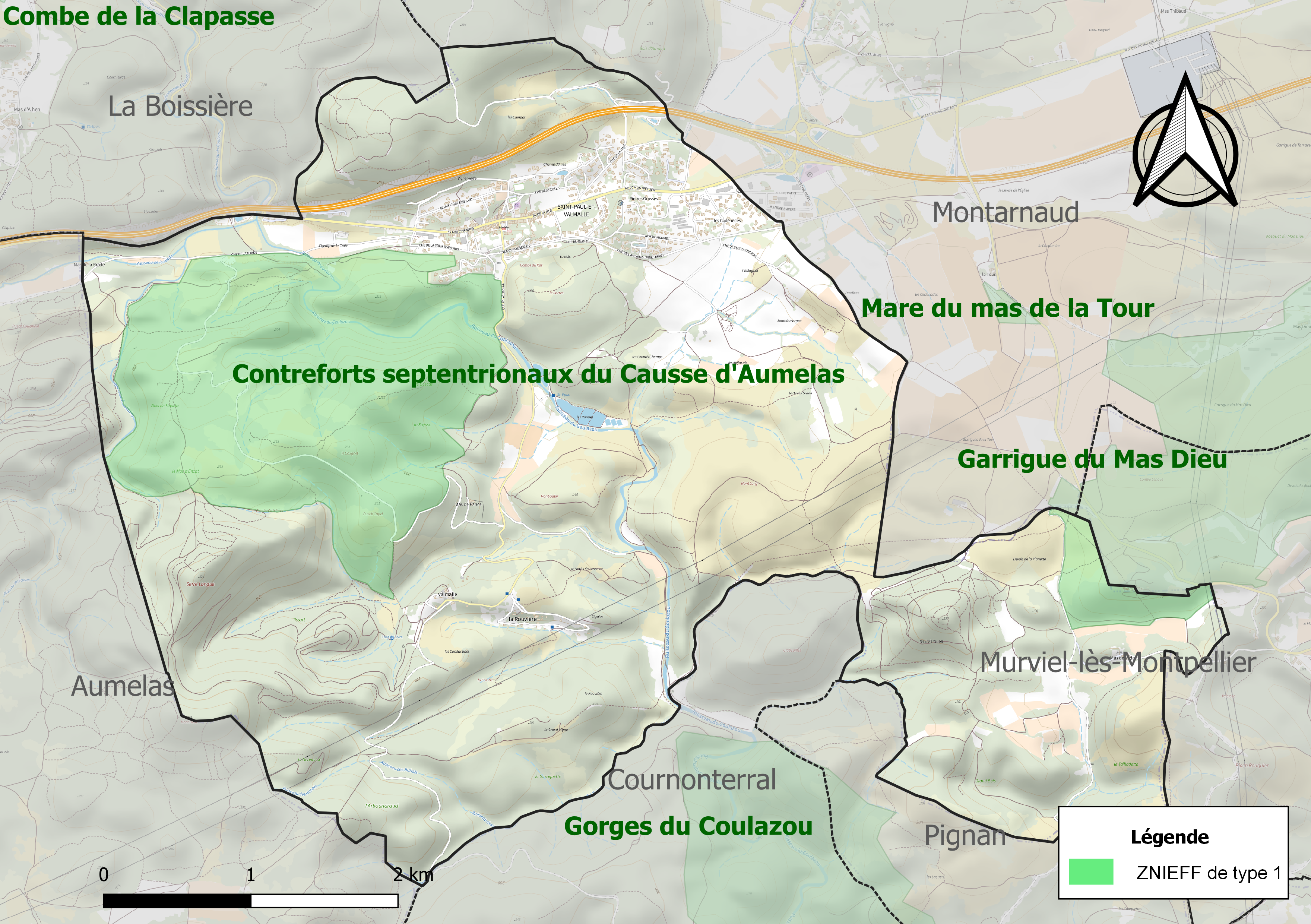
Carte des ZNIEFF de type 1 sur la commune.
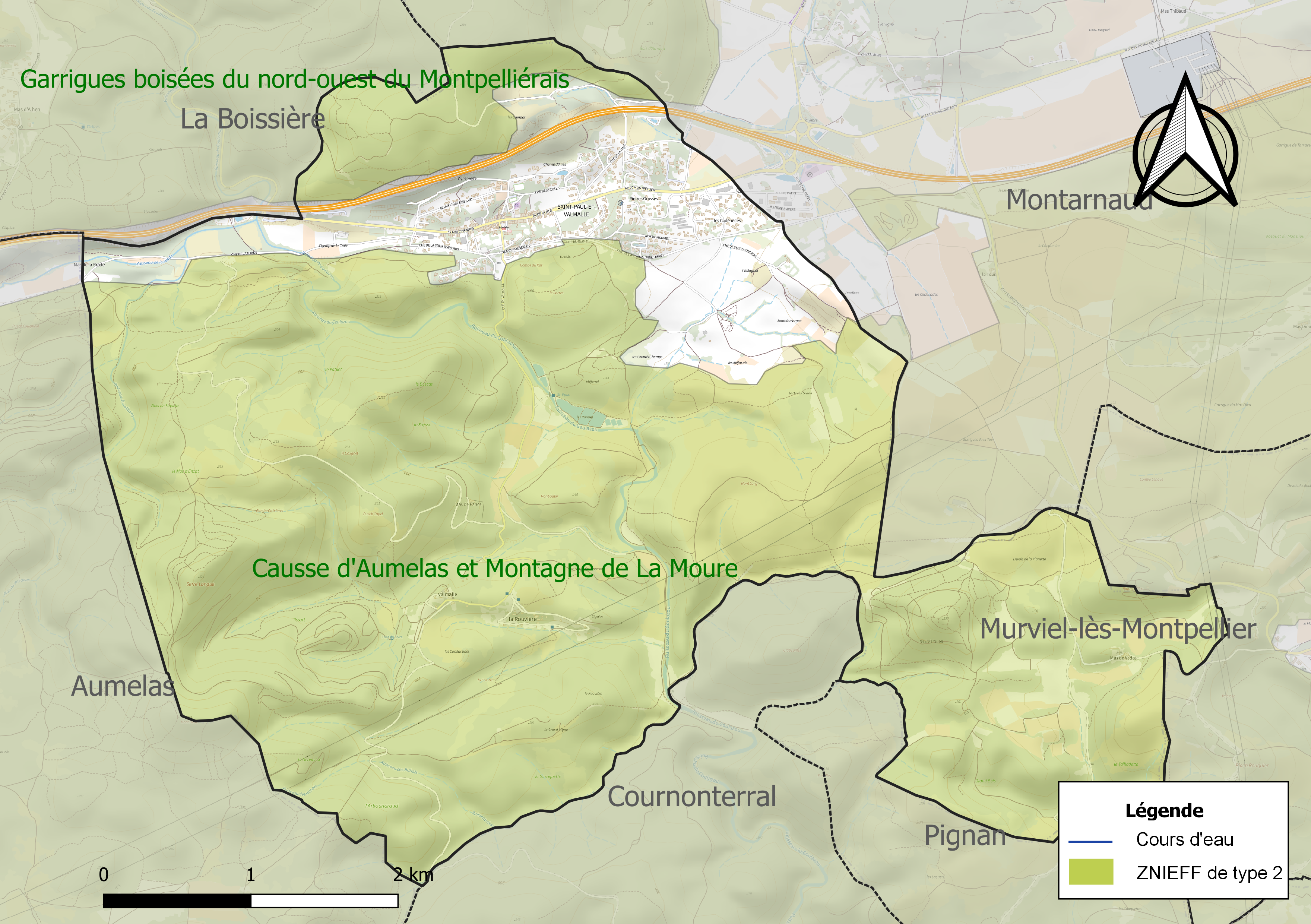
Carte des ZNIEFF de type 2 sur la commune.

## Urbanisme

### Typologie
Au 1er janvier 2024, Saint-Paul-et-Valmalle est catégorisée bourg rural, selon la nouvelle grille communale de densité à sept niveaux définie par l'Insee en 2022.
Elle est située hors unité urbaine. Par ailleurs la commune fait partie de l'aire d'attraction de Montpellier, dont elle est une commune de la couronne,. Cette aire, qui regroupe 161 communes, est catégorisée dans les aires de 700 000 habitants ou plus (hors Paris),.

### Occupation des sols
L'occupation des sols de la commune, telle qu'elle ressort de la base de données européenne d’occupation biophysique des sols Corine Land Cover (CLC), est marquée par l'importance des forêts et milieux semi-naturels (79,3 % en 2018), en augmentation par rapport à 1990 (76 %). La répartition détaillée en 2018 est la suivante : milieux à végétation arbustive et/ou herbacée (42,9 %), forêts (36,3 %), cultures permanentes (10,7 %), zones urbanisées (6,3 %), zones agricoles hétérogènes (3,8 %). L'évolution de l'occupation des sols de la commune et de ses infrastructures peut être observée sur les différentes représentations cartographiques du territoire : la carte de Cassini (XVIIIe siècle), la carte d'état-major (1820-1866) et les cartes ou photos aériennes de l'IGN pour la période actuelle (1950 à aujourd'hui).

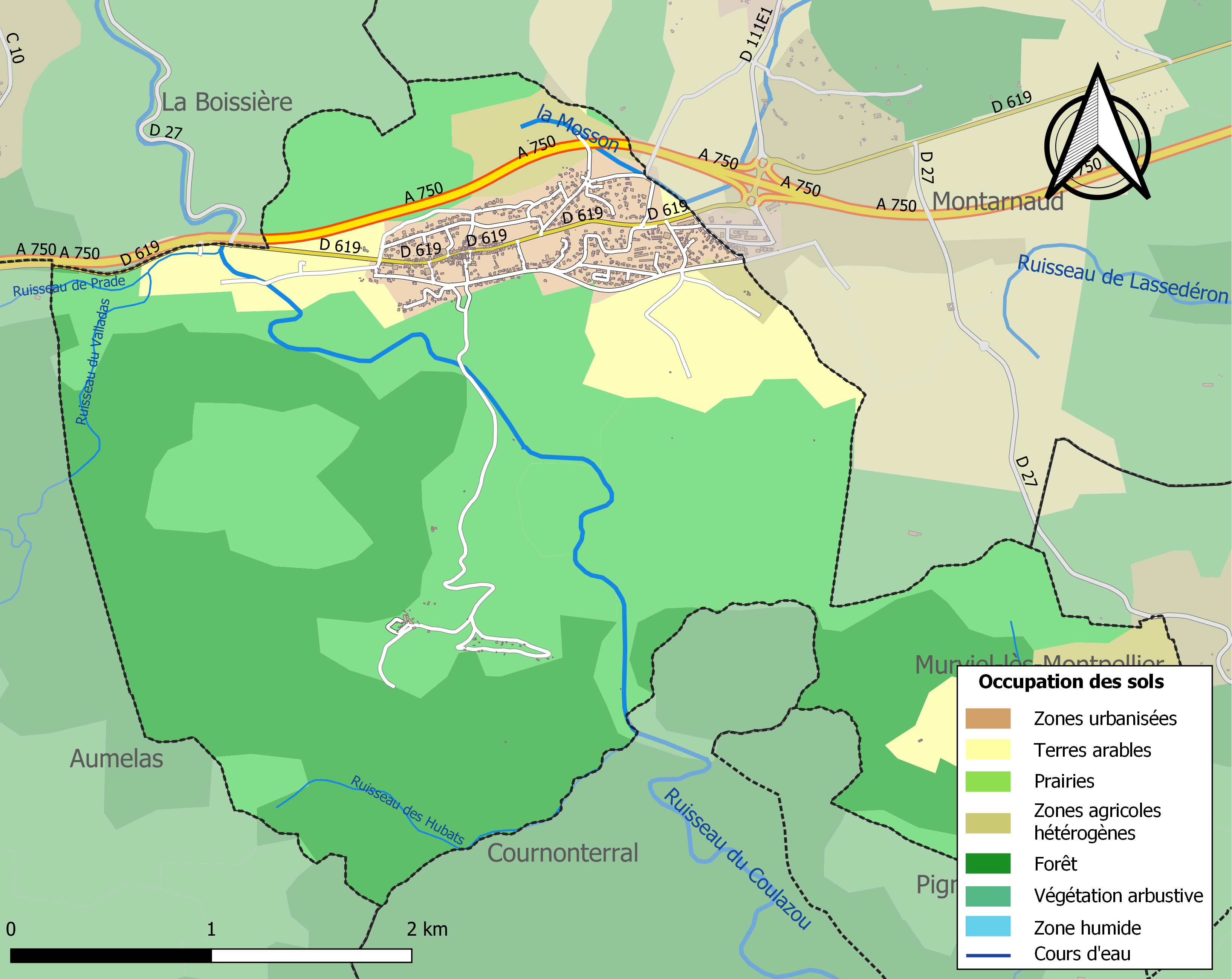
Carte des infrastructures et de l'occupation des sols de la commune en 2018 (CLC).

### Risques majeurs
Le territoire de la commune de Saint-Paul-et-Valmalle est vulnérable à différents aléas naturels : météorologiques (tempête, orage, neige, grand froid, canicule ou sécheresse), inondations, feux de forêts et séisme (sismicité faible). Il est également exposé à un risque technologique,  le transport de matières dangereuses, et à deux risques particuliers : le risque minier et le risque de radon. Un site publié par le BRGM permet d'évaluer simplement et rapidement les risques d'un bien localisé soit par son adresse soit par le numéro de sa parcelle.

#### Risques naturels
Certaines parties du territoire communal sont susceptibles d’être affectées par le risque d'inondation par débordement de cours d'eau, notamment le ruisseau du Coulazou. La commune a été reconnue en état de catastrophe naturelle au titre des dommages causés par les inondations et coulées de boue survenues en 1982, 1994, 2003, 2011, 2014 et 2016,.
Saint-Paul-et-Valmalle est exposée au risque de feu de forêt. Un plan départemental de protection des forêts contre les incendies (PDPFCI) a été approuvé en juin 2013 et court jusqu'en 2022, où il doit être renouvelé. Les mesures individuelles de prévention contre les incendies sont précisées par deux arrêtés préfectoraux et s’appliquent dans les zones exposées aux incendies de forêt et à moins de 200 mètres de celles-ci. L’arrêté du 25 avril 2002 réglemente l'emploi du feu en interdisant notamment d'apporter du feu, de fumer et de jeter des mégots de cigarette dans les espaces sensibles et sur les voies qui les traversent sous peine de sanctions. L'arrêté du 11 mars 2013 rend le débroussaillement obligatoire, incombant au propriétaire ou ayant droit,.

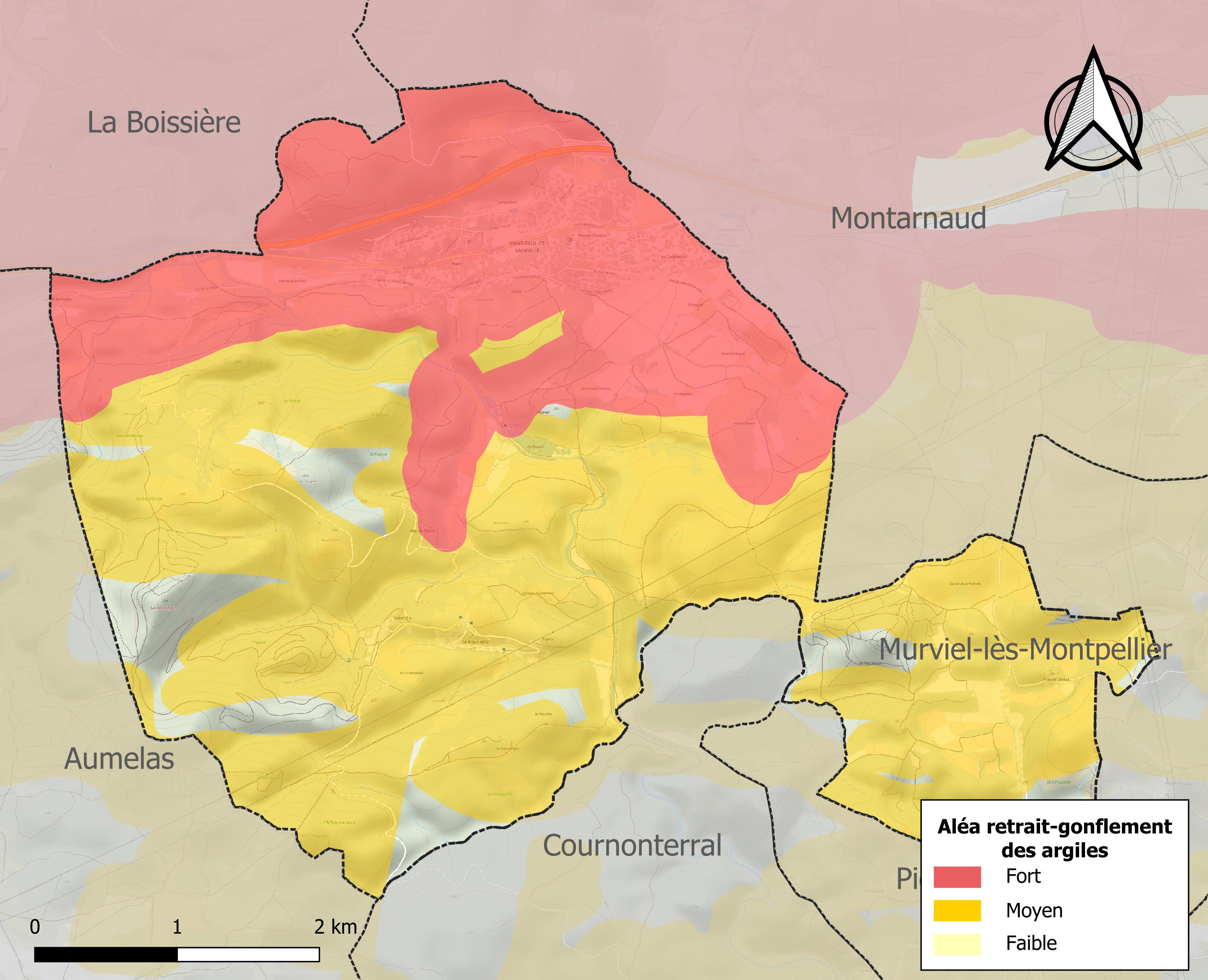
Carte des zones d'aléa retrait-gonflement des sols argileux de Saint-Paul-et-Valmalle.

Le retrait-gonflement des sols argileux est susceptible d'engendrer des dommages importants aux bâtiments en cas d’alternance de périodes de sécheresse et de pluie. 92,3 % de la superficie communale est en aléa moyen ou fort (59,3 % au niveau départemental et 48,5 % au niveau national). Sur les 423 bâtiments dénombrés sur la commune en 2019, 423 sont en aléa moyen ou fort, soit 100 %, à comparer aux 85 % au niveau départemental et 54 % au niveau national. Une cartographie de l'exposition du territoire national au retrait gonflement des sols argileux est disponible sur le site du BRGM,.
Par ailleurs, afin de mieux appréhender le risque d’affaissement de terrain, l'inventaire national des cavités souterraines permet de localiser celles situées sur la commune.

#### Risques technologiques
Le risque de transport de matières dangereuses sur la commune est lié à sa traversée par des infrastructures routières ou ferroviaires importantes ou la présence d'une canalisation de transport d'hydrocarbures. Un accident se produisant sur de telles infrastructures est susceptible d’avoir des effets graves sur les biens, les personnes ou l'environnement, selon la nature du matériau transporté. Des dispositions d’urbanisme peuvent être préconisées en conséquence.

#### Risque particulier
L'étude Scanning de Géodéris réalisée en 2008 a établi pour le département de l’Hérault une identification rapide des zones de risques miniers liés à l’instabilité des terrains.  Elle a été complétée en 2015 par une étude approfondie sur les anciennes exploitations minières du bassin houiller de Graissessac et du district polymétallique de Villecelle. La commune est ainsi concernée par le risque minier, principalement lié à l'évolution des cavités souterraines laissées à l'abandon et sans entretien après l'exploitation des mines.
Dans plusieurs parties du territoire national, le radon, accumulé dans certains logements ou autres locaux, peut constituer une source significative d’exposition de la population aux rayonnements ionisants. Certaines communes du département sont concernées par le risque radon à un niveau plus ou moins élevé. Selon la classification de 2018, la commune de Saint-Paul-et-Valmalle est classée en zone 2, à savoir zone à potentiel radon faible mais sur lesquelles des facteurs géologiques particuliers peuvent faciliter le transfert du radon vers les bâtiments.

## Histoire
Au cours de la Révolution française, la commune porte le nom de Paul-le-Montagnard.

## Politique et administration

### Tendances politiques et résultats
Les résultats électoraux présentés dans le tableau ci-dessous démontrent une surreprésentation de l'extrême-droite au sein de la commune, par rapport à son niveau national, au détriment des forces plus centrales, tandis que la gauche est plus proche de sa moyenne nationale.
| Scrutin             | Scrutin             | 1er tour | 1er tour | 1er tour | 1er tour | 1er tour    | 1er tour | 1er tour | 1er tour   | 1er tour | 1er tour | 1er tour   | 1er tour | 2d tour | 2d tour | 2d tour | 2d tour | 2d tour | 2d tour |
| Scrutin             | Scrutin             | 1er      | 1er      | %        | 2e       | 2e          | %        | 3e       | 3e         | %        | 4e       | 4e         | %        | 1er     | 1er     | %       | 2e      | 2e      | %       |
| ------------------- | ------------------- | -------- | -------- | -------- | -------- | ----------- | -------- | -------- | ---------- | -------- | -------- | ---------- | -------- | ------- | ------- | ------- | ------- | ------- | ------- |
| Présidentielle 2017 | Présidentielle 2017 |          | FN       | 25,27    |          | LFI         | 25,00    |          | LR         | 19,02    |          | EM         | 17,80    |         | EM      | 58,04   |         | FN      | 41,96   |
| Présidentielle 2022 | Présidentielle 2022 |          | RN       | 25,06    |          | LREM        | 21,25    |          | LFI        | 20,99    |          | REC        | 11,70    |         | LREM    | 51,73   |         | RN      | 48,27   |
| Législatives 2022   | 4e                  |          | RN       | 25,65    |          | LFI (NUPES) | 25,22    |          | LREM (ENS) | 17,61    |          | PS (diss.) | 8,91     |         | RN      | 54,87   |         | LFI     | 45,13   |
| Législatives 2024   | 4e                  |          | RN       | 46,13    |          | LFI (NFP)   | 28,87    |          | HOR (ENS)  | 21,13    |          | REC        | 2,76     |         | RN      | 57,47   |         | LFI     | 42,53   |

### Liste des maires
| Période   | Période   | Identité                 | Étiquette | Qualité             |
| --------- | --------- | ------------------------ | --------- | ------------------- |
| 1848      | 1851      | Thibaud                  |           |                     |
| 1851      | 1862      | François (père) Redonnel |           |                     |
| 1862      | 1878      | François (fils) Redonnel |           |                     |
| 1878      | 1895      | Charles Bories           |           |                     |
| 1895      | 1896      | François Bories          |           |                     |
| 1896      | 1906      | Charles Lacroix          |           |                     |
| 1906      | 1923      | René Héran               |           |                     |
| 1923      | 1933      | Xavier Bories            |           |                     |
| 1933      | 1935      | Stanislas Fabre          |           |                     |
| 1935      | 1944      | Joseph Lassalvy          |           |                     |
| 1944      | 1945      | Charles Partenet         |           | Délégation spéciale |
| 1945      | 1947      | Charles Bories           |           |                     |
| 1947      | 1959      | Fernand Bories           |           |                     |
| 1959      | 1977      | Jean Rouger              |           |                     |
| 1977      | 1989      | Jean Gelly               |           |                     |
| 1989      | mars 2001 | Paul Lassalvy            |           |                     |
| mars 2001 | En cours  | Jean-Pierre Bertolini    | DVD       | Retraité            |

## Démographie
L'évolution du nombre d'habitants est connue à travers les recensements de la population effectués dans la commune depuis 1793. Pour les communes de moins de 10 000 habitants, une enquête de recensement portant sur toute la population est réalisée tous les cinq ans, les populations de référence des années intermédiaires étant quant à elles estimées par interpolation ou extrapolation. Pour la commune, le premier recensement exhaustif entrant dans le cadre du nouveau dispositif a été réalisé en 2005.

En 2022, la commune comptait 1 367 habitants, en évolution de +24,05 % par rapport à 2016 (Hérault : +7,49 %, France hors Mayotte : +2,11 %).
| 1793 | 1800 | 1806 | 1821 | 1831 | 1836 | 1841 | 1846 | 1851 |
| ---- | ---- | ---- | ---- | ---- | ---- | ---- | ---- | ---- |
| 176  | 159  | 197  | 266  | 276  | 296  | 302  | 298  | 284  |

| 1856 | 1861 | 1866 | 1872 | 1876 | 1881 | 1886 | 1891 | 1896 |
| ---- | ---- | ---- | ---- | ---- | ---- | ---- | ---- | ---- |
| 252  | 301  | 322  | 304  | 302  | 284  | 285  | 272  | 317  |

| 1901 | 1906 | 1911 | 1921 | 1926 | 1931 | 1936 | 1946 | 1954 |
| ---- | ---- | ---- | ---- | ---- | ---- | ---- | ---- | ---- |
| 326  | 313  | 318  | 322  | 318  | 315  | 302  | 289  | 233  |

| 1962 | 1968 | 1975 | 1982 | 1990 | 1999 | 2005 | 2006 | 2010  |
| ---- | ---- | ---- | ---- | ---- | ---- | ---- | ---- | ----- |
| 267  | 272  | 315  | 385  | 593  | 754  | 807  | 831  | 1 020 |

| 2015  | 2020  | 2022  | - | - | - | - | - | - |
| ----- | ----- | ----- | - | - | - | - | - | - |
| 1 091 | 1 310 | 1 367 | - | - | - | - | - | - |

## Économie

### Revenus
En 2018, la commune compte 476 ménages fiscaux, regroupant 1 242 personnes. La médiane du revenu disponible par unité de consommation est de 24 140 € (20 330 € dans le département).

### Emploi
|                | 2008   | 2013   | 2018 |
| -------------- | ------ | ------ | ---- |
| Commune        | 5,9 %  | 11,4 % | 8 %  |
| Département    | 10,1 % | 11,9 % | 12 % |
| France entière | 8,3 %  | 10 %   | 10 % |

En 2018, la population âgée de 15 à 64 ans s'élève à 726 personnes, parmi lesquelles on compte 80,7 % d'actifs (72,7 % ayant un emploi et 8 % de chômeurs) et 19,3 % d'inactifs,. Depuis 2008, le taux de chômage communal (au sens du recensement) des 15-64 ans est inférieur à celui de la France et du département.
La commune fait partie de la couronne de l'aire d'attraction de Montpellier, du fait qu'au moins 15 % des actifs travaillent dans le pôle,. Elle compte 124 emplois en 2018, contre 141 en 2013 et 92 en 2008. Le nombre d'actifs ayant un emploi résidant dans la commune est de 536, soit un indicateur de concentration d'emploi de 23,2 % et un taux d'activité parmi les 15 ans ou plus de 65,1 %.
Sur ces 536 actifs de 15 ans ou plus ayant un emploi, 57 travaillent dans la commune, soit 11 % des habitants. Pour se rendre au travail, 88,5 % des habitants utilisent un véhicule personnel ou de fonction à quatre roues, 4,7 % les transports en commun, 3,8 % s'y rendent en deux-roues, à vélo ou à pied et 2,9 % n'ont pas besoin de transport (travail au domicile).

### Activités hors agriculture

#### Secteurs d'activités
124 établissements sont implantés  à Saint-Paul-et-Valmalle au 31 décembre 2019. Le tableau ci-dessous en détaille le nombre par secteur d'activité et compare les ratios avec ceux du département,.
| Secteur d'activité                                                                                        | Commune | Commune | Département |
| Secteur d'activité                                                                                        | Nombre  | %       | %           |
| --- | ------- | ------- | ----------- |
| Ensemble                                                                                                  | 124     | 100 %   | (100 %)     |
| Industrie manufacturière, industries extractives et autres                                                | 9       | 7,3 %   | (6,7 %)     |
| Construction                                                                                              | 28      | 22,6 %  | (14,1 %)    |
| Commerce de gros et de détail, transports, hébergement et restauration                                    | 30      | 24,2 %  | (28 %)      |
| Information et communication                                                                              | 2       | 1,6 %   | (3,3 %)     |
| Activités financières et d'assurance                                                                      | 2       | 1,6 %   | (3,2 %)     |
| Activités immobilières                                                                                    | 2       | 1,6 %   | (5,3 %)     |
| Activités spécialisées, scientifiques et techniques et activités de services administratifs et de soutien | 29      | 23,4 %  | (17,1 %)    |
| Administration publique, enseignement, santé humaine et action sociale                                    | 13      | 10,5 %  | (14,2 %)    |
| Autres activités de services                                                                              | 9       | 7,3 %   | (8,1 %)     |

Le secteur du commerce de gros et de détail, des transports, de l'hébergement et de la restauration est prépondérant sur la commune puisqu'il représente 24,2 % du nombre total d'établissements de la commune (30 sur les 124 entreprises implantées  à Saint-Paul-et-Valmalle), contre 28 % au niveau départemental.

#### Entreprises et commerces
Les cinq entreprises ayant leur siège social sur le territoire communal qui génèrent le plus de chiffre d'affaires en 2020 sont : 
- Ase, travaux d'installation électrique dans tous locaux (918 k€) ;
- Financiere De Jade Conseil, activités des sociétés holding (679 k€) ;
- Licseo, formation continue d'adultes (120 k€) ;
- Gregorio, débits de boissons (116 k€) ;
- Labintest - Itd, commerce de gros (commerce interentreprises) de produits pharmaceutiques (0 k€).

### Agriculture
|               | 1988 | 2000 | 2010 | 2020 |
| ------------- | ---- | ---- | ---- | ---- |
| Exploitations | 22   | 15   | 4    | 4    |
| SAU (ha)      | 152  | 86   | nd   | 107  |

La commune est dans les Garrigues, une petite région agricole occupant une partie du centre et du nord-est du département de l'Hérault. En 2020, l'orientation technico-économique de l'agriculture  sur la commune est la polyculture et/ou le polyélevage. Quatre exploitations agricoles ayant leur siège dans la commune sont dénombrées lors du recensement agricole de 2020 (22 en 1988). La superficie agricole utilisée est de 107 ha,,.

## Culture locale et patrimoine

### Lieux et monuments
- Église de la Conversion-de-Saint-Paul de Saint-Paul-et-Valmalle. L'édifice est référencé dans la base Mérimée et à l'Inventaire général Région Occitanie[42]. De nombreux objets sont référencés dans la base Palissy (voir les notices liées)[42].
- Le hameau de Valmalle, situé au sud du village près des limites communales avec les communes de Cournonterral et Aumelas. Ce lieu-dit est accessible par la D 111E1 au départ du village.

### Héraldique
|  | Les armoiries de Saint-Paul-et-Valmalle se blasonnent ainsi : « D'azur à Saint Paul d'or mouvant de la pointe et tenant dans sa senestre un livre d'argent et dans sa dextre une épée du même versée en bande ». |